# Kilimanjaro (album)
Kilimanjaro – dwupłytowy, koncertowy album polskiego skrzypka jazzowego Zbigniewa Seiferta oraz towarzyszących mu muzyków. Nagrań dokonała rozgłośnia Radia Kraków 14 listopada 1978 w krakowskim klubie „Pod Jaszczurami”.  
Razem z Seifertem grają: gitarzysta Jarosław  Śmietana, kontrabasista Zbigniew Wegehaupt  oraz dwóch muzyków zespołu Laboratorium: pianista Janusz  Grzywacz i perkusista Mieczysław  Górka. Były to ostatnie nagrania Zbigniewa Seiferta, który zmarł trzy miesiące po tym koncercie.  Płyty ukazały się w 1979 (spotykana też data 1980) jako dwa odrębne LP firmy PolJazz (wydawcą było PSJ). Strona B drugiej płyty to kompozycja Seiferta „On The Farm”, na którą nałożone jest nagranie 20. minutowego wywiadu ze Zbigniewem Seifertem, udzielonego Antoniemu Krupie z krakowskiego oddziału PSJ we wrześniu 1978.
W 1985 ukazało się wznowienie tych analogów. W 1998 nieco zmieniony materiał wydany został na jednym CD (firma: ST.SZ.S. KJ 001 CD; można też spotkać informację, iż CD z tym koncertem wydała firma GoWi, której współwłaścicielem był Marek Winiarski). 1 stycznia 2006 Radio Kraków (jako wydawnictwo wymieniony jest: Poljazz Anex) wydało 2 CD powtarzając pierwotny układ nagrań i szatę graficzną okładek płyt analogowych.

## Muzycy
- Zbigniew Seifert – skrzypce
- Jarosław Śmietana – gitara
- Janusz Grzywacz – fortepian elektryczny
- Zbigniew Wegehaupt – kontrabas
- Mieczysław Górka – perkusja

## Lista utworów
LP 1 Strona A
| 1. | „Coral” (Zbigniew Seifert)    | 10:00 |
|    |                               |       |
| 2. | „Impressions” (John Coltrane) | 10:50 |
|    |                               |       |
|    |                               | 20:50 |
|    |                               |       |
Strona B
| 1. | „Kilimanjaro” (Zbigniew Seifert) | 17:18 |
|    |                                  |       |
|    |                                  | 17:18 |
|    |                                  |       |
LP 2 Strona A
| 1. | „Bez tytułu” (Zbigniew Seifert)         | 10:55 |
|    |                                         |       |
| 2. | „Where Are You From” (Zbigniew Seifert) | 10:00 |
|    |                                         |       |
|    |                                         | 20:55 |
|    |                                         |       |
Strona B
| 1. | Wywiad Antoniego Krupy ze Zbigniewem Seifertem (na tle „On The Farm”) | 20:55 |
|    |                                                                       |       |
|    |                                                                       | 20:55 |
|    |                                                                       |       |
Zawartość CD Seifert Kilimanjaro (wydawca: ST.SZ.S. KJ 001)
- 1. „Impressions”  (Coltrane) – 12:10
- 2. „Where Are You From” (Seifert) – 16:50
- 3. „Kilimanjaro (Passion)” (Seifert) – 17:15
- 4. „Bez tytułu” (Seifert) – 10:50
- 5. „Spring On The Farm” (Seifert) – 11:30

Zmiany (w stosunku do wcześniejszych edycji): brak utworu „Coral”, inna kolejność utworów, inne czasy kilku utworów, utwór „On The Farm” bez wywiadu z Seifertem.

## Dodatkowe informacje
- Inżynier dźwięku – Marian Kukuła
- Redakcja płyty – Antoni Krupa (PSJ Oddział Kraków)
- Projekt okładki – Lech Majewski